# Залчи
Залчи (словен. Zalči) је насељено место у општини Илирска Бистрица, Приморско-нотрањска регија, Словенија.

## Историја
До територијалне реорганизације у Словенији били су у саставу старе општине Илирска Бистрица. Као самостално насеље Залчи постоји од 2006. године. Настао је спајањем издвојених делова од насеља Харије, Подбеже, Сабоње и Томиње.

## Становништво
У попису становништва из 2011. године, Залчи су имали 18 становника.
| Број становника према пописима |
| ------------------------------ |
| 2011                           |
| 18                             |

Напомена: Године 2006. настала спајањем издвојених делова из насеља Харије, Подбеже, Сабоње и Томиње.